# 国際平和協力活動用天幕
国際平和協力活動用天幕 （こくさいへいわきょうりょくかつどうようてんまく）は、陸上自衛隊の装備。なお、本項ではDRASH型、Base-X型を記述する。

## 諸元
DRASH 4XB型の諸元
- 全長：8321mm
- 全高：2800mm
- 全幅：4663mm
- 床面積：28.2m2

Base-X 203型の諸元
- 全長：4700mm
- 全高：2870mm
- 全幅：4570mm
- 床面積：28.2m2

## 特徴
DRASH型
国際平和協力活動の先遣部隊指揮所用として使用されるほか、宿営用、補給品や資材の保管に使用される。半卵型
Base-X型
部隊指揮所に使用されるほか、補給品や資材の保管、宿営用などに使用される。家型

## 製作
- テクノアソシエ
- 帝国繊維